# Caudiès-de-Fenouillèdes
Caudiès-de-Fenouillèdes (în catalană Cauders de Fenollet) este o comună în departamentul Pyrénées-Orientales din sudul Franței. În 2009 avea o populație de 606 de locuitori.

## Evoluția populației
| An        | 1975 | 1982 | 1990 | 1999 | 2006 | 2009 |
| --------- | ---- | ---- | ---- | ---- | ---- | ---- |
| Populație | 677  | 618  | 580  | 598  | 573  | 606  |